# La spirale della morte
La spirale della morte è un film muto italiano del 1917 diretto da Filippo Costamagna e Domenico Gambino.